# Microdontomerus ovivorus
Microdontomerus ovivorus is een vliesvleugelig insect uit de familie Torymidae. De wetenschappelijke naam is voor het eerst geldig gepubliceerd in 1967 door Steffan.